# Marie Stuart protestant de son innocence à la lecture de sa condamnation à mort
Marie Stuart protestant de son innocence à la lecture de sa condamnation à mort est un tableau peint par Francesco Hayez en 1832.
Entre 2011 et 2012, il est conservé à la galerie Michel Descours à Lyon. Il est acquis par le musée du Louvre en 2012. En 2014, le tableau est prêté au musée des beaux-arts de Lyon dans le cadre de l'exposition L'invention du Passé. Histoires de cœur et d'épée 1802-1850.